# François Coll Guitart
Pour les articles homonymes, voir Coll et Guitart.
François ou Francisco Coll Guitart (Gombrèn, 18 mai 1812 - Vic, 2 avril 1875), appelé familièrement « Père Coll », est un religieux dominicain espagnol, missionnaire populaire et fondateur de la congrégation des Sœurs Dominicaines de l'Annonciation ou de l‘Anunciata. L'Église catholique l'a reconnu saint le 11 octobre 2009. Il est fêté le 2 avril.

## Les premières années de sa vie
Francisco Coll i Guitart est né le 18 mai 1812 à Gombrèn, une petite ville des Pyrénées catalanes (province de Gérone, Espagne). La Catalogne subit les conséquences de la guerre à cause de l'invasion de Napoléon. C'était une période de pénurie, de faim et de toutes sortes de difficultés. Francisco était le cadet de onze frères. À l'âge de quatre ans, son père mourut. Sa mère, Magdalena, une femme profondément chrétienne, l’a éduqué dans l’amour et la piété envers Dieu et la Vierge Marie.
Comme il était agité et actif, les difficultés l'ont aidé à se forger une personnalité forte et vigoureuse. À dix ans, il est attiré par la vocation sacerdotale, et il s'installe dans la ville de Vic, loin de sa famille, pour commencer ses études au petit séminaire. À l'instar des autres séminaristes pauvres, il trouve dans une maison de campagne la nourriture et le logement, en échange d'une collaboration avec l'instruction littéraire et religieuse des enfants de la famille, qui l'a reçu comme un membre inséré.

## Dominicain et missionnaire
À 18 ans, après avoir ressenti l'appel de Dieu à l'ordre des Prêcheurs, il entra au couvent dominicain de Gérone, où il fit profession en 1831. Au cours de ses années de formation, on disait qu' « en lui rien n'était vu d’extraordinaire mais, que certainement, il attirait l'attention pour la manière de bien faire les choses ordinaires ». Lorsqu'il manqua quelques mois pour l'ordination sacerdotale, eut lieu la suppression des ordres religieux en Espagne dans le contexte des luttes politiques pour la succession du roi Ferdinand VII. C’est ainsi qu’en août 1835, François Coll et ses compagnons furent expulsés du couvent, où il ne retournera plus.
Après des mois d'incertitude et bien que le gouvernement ait interdit de célébrer le sacrement de l'ordre, il réussit à être ordonné prêtre à Solsona le 28 mai 1836. Pendant plus de trente ans, il exerça le ministère, d'abord dans une paroisse, puis en tant que missionnaire dans plusieurs diocèses de la Catalogne. Sa renommée de prédicateur grandit rapidement et sa parole rassembla des foules immenses. Son souci principal était celui de porter cordialement la Parole de Dieu au peuple, de manière simple, compréhensible et passionnée, afin de susciter une véritable conversion intérieure. Pour plus d’efficacité dans ses missions, il opta pour le travail d'équipe avec d'autres prêtres et fut un collaborateur de saint Antoine-Marie Claret dans ses projets missionnaires.

## Fondateur
Touché par la réalité sociale et religieuse qu'il a observée au cours de ses missions, il a commencé à s'inquiéter du manque d'accès à l'éducation, en particulier dans les petites villes et surtout l’éducation des filles. Cela le conduit à fonder la congrégation des Sœurs Dominicaines de l'Annonciation de la Bienheureuse Vierge Marie ou Dominicaines de l'Anunciata, le 15 août 1856, au milieu de grandes difficultés, car le Père Coll n'avait jamais demandé de l’argent pour ses missions et il manquait pratiquement de ressources financières et de soutien. Cependant, la congrégation s'est rapidement étendue et après 14 ans, elle avait déjà 46 maisons en Catalogne. Les sœurs, pour la plupart d'origine modeste, ont eu du mal à se former et elles ont obtenu des titres d'enseignante. Elles étaient appelées à diriger des écoles publiques ou des petites écoles dans les villages et également dans certaines villes.
À l’heure actuelle, les Sœurs Dominicaines de l’Annonciation sont répandues dans vingt pays d’Europe, d’Amérique du Sud, d’Amérique centrale, d’Afrique et d’Asie.

## Dernières années
Le Père Coll a combiné ses tâches entre son activité missionnaire et l'organisation de la congrégation, cependant, en décembre 1869, à l'âge de 57 ans, il subit un premier accident vasculaire cérébral. Sa santé a commencé à décliner, il est devenu aveugle et progressivement a perdu ses facultés mentales. C'était une épreuve difficile qu'il vivait avec foi, force et soutient par la prière du Rosaire. Il mourut à Vic le 2 avril 1875 et le peuple s'approcha massivement pour rendre un dernier hommage à celui qui avait prêché la Parole de Dieu avec tant de ferveur. Ses restes sont vénérés à la maison-mère de la congrégation à Vic. À sa mort, la congrégation qu'il avait fondée comptait 300 sœurs.

## L'héritage
Il convient de noter que tout au long de sa vie, il s’est révélé un prédicateur exemplaire par sa proximité, son humilité et sa charité. Sa sensibilité et son engagement envers l'enfance et la jeunesse, ainsi que son élan pour l'éducation des femmes, sont quelques-uns des traits qui le caractérisent et qu'il cherche à consolider avec la fondation de sa congrégation dominicaine.
Francisco Coll a été déclaré bienheureux par le pape Jean-Paul II en 1979 et canonisé le 11 octobre 2009 par le pape Benoît XVI. Il est fêté le 2 avril selon le Martyrologe romain.